# ライアン・クロッティ
ライアン・クロッティ（Ryan Crotty、1988年9月23日 - ）は、スーパーラグビー・パシフィッククルセイダーズに所属するラグビーユニオン選手。

## プロフィール
- ニュージーランド・ネルソン出身[1]。
- ポジションはセンター(CTB)。
- 身長 181cm、体重 94kg
- ニックネームはCrotts。
- ニュージーランド代表キャップは48（2020年2月現在）。
- 2019W杯のニュージーランド代表に選ばれた[2]。
- U20ニュージーランド代表に選ばれたことがある[3]。
- バーバリアンズに選ばれたことがある。

## 略歴
シャーリーボーイズ高校卒業後、カンタベリー、クルセイダーズを経て、2019年、クボタスピアーズ(現・クボタスピアーズ船橋・東京ベイ)に加入。
2020年1月12日にジャパンラグビートップリーグ第1節パナソニック ワイルドナイツ戦に先発出場で公式戦初出場を果たす。
2023年、クルセイダーズに復帰。